# Јелисавета Марковић (преводитељка)
Јелисавета Марковић (Београд, 6. април 1876 — Београд, 7. април 1966), била је српски преводилац са енглеског, француског, латинског и норвешког језика на српски. 

## Биографија
Основну и Вишу женску школу (1883-1893) завршила је у Београду. Радила је као учитељица у Београду (1893-1897, 1903-1904), Нишу (1897-1998) и Крагујевцу (1904-1912), наставница и управитељица Више женске школе у Солуну (1898-1903) и разредна учитељица Више женске школе и Трговачке академије у Београду (1912-1914). Од 1914. до 1919. у пензији, а по завршетку Првог светског рата реактивирана: 1919-1920. предметна учитељица и 1920-1925. професор Друге женске гимназије у Београду. Говорила је течно француски и немачки. Један је од оснивача Удружења књижевних преводилаца Србије.

## Преводилачки рад
Као преводилац се први пут јавила 1898. Превела је велик број дела са француског, енглеског, латинског и норвешког, од којих је већина доживела више издања. Неке од својих превода пропратила је предговорима. Међу њене најзначајније преводе спадају дела Вилијама Текерија (Хенри Езмонд, Београд, СКЗ, 1922; Вашар таштине, Београд, 1969), Оноре де Балзака (Рођака Бета, 1, 2, Београд, „Народна просвета“, 1934; Чича Горио, Београд, „Народна просвета“, 1934; Сељаци, Београд, „Народна просвета“, 1936; Изгубљене илузије, Београд/Загреб, „Култура“, 1948), Анатола Франса (Острво пингвина, Београд/Загреб, „Култура“, 1946; Мали Пјер, Београд, „Ново поколење“, 1950, Живот у цвету, Београд, „Ново поколење“, 1951), Стендала (Виторија Акорамбони, Београд, „Просвета“, 1950), Марка Твена (Доживљаји Хаклбери Фина, Београд, „Ново поколење“, 1947), Торнтона Вајлдера (Мост светога краља Луја, Београд, „Просвета“, 1951), Сигрид Ундсет (Кристина Лаврансова, Београд, „Просвета“, 1961) и Томе Кемпијског (О угледању на Христа, Београд, Државна штампарија Краљевине Срба, Хрвата и Словенаца, 1926). За Народно позориште у Београду превела је комад Сукоб Пјера Бретона 1910, а за Омладинско културно-уметничко друштво „Иво Лола Рибар“ Наш град Торнтона Вајлдера 1956, који је игран и у Српском народном позоришту 1971. Француска влада ју је одликовала Академским палмама и доделила јој титулу Officier d’Académie 1922. Одликована је орденом Светог Саве IV реда 1926.  За свој преводилачки рад добила је Седмојулску награду 1956, а 1962. Октобарску награду града Београда за најбоље преводилачко остварење (роман Кристина Лаврансова Сигрид Ундсет). 

Написала је и књигу Méthode de lecture française pour les élèves serbes (Београд, 1923).